# Batalla de Miraflores
La batalla de Miraflores fue un enfrentamiento ocurrido en las inmediaciones del distrito homónimo el 15 de enero de 1881, entre las fuerzas del Ejército de Chile y el remanente del Ejército del Perú engrosado por la milicia limeña, en el marco de la Campaña de Lima, durante la Guerra del Pacífico.
El ejército chileno al mando del General Manuel Baquedano, apoyado por tres buques de la armada chilena, derrotó a las fuerzas atrincheradas en parte de la segunda línea defensiva peruana en Miraflores, dirigida por Nicolás de Piérola luego de más de cuatro horas de combates. Las fuerzas peruanas de reserva apostadas en las zonas de Surco y Ate no combatieron.
Dos días después, el 17 de enero, el Ejército de Chile entró a la ciudad de Lima, capital del Perú.

## Antecedentes
Luego de la victoria de Chorrillos, tanto el mando chileno como el peruano intentaron negociar una tregua y un armisticio. Mientras se llevaban a cabo las negociaciones, ambos bandos aprovecharon para prepararse para una nueva batalla.
El coronel Miguel Iglesias había sido capturado en Chorrillos por Baquedano, para luego ser liberado y transmitir a Piérola un armisticio pidiendo los buques del Callao y el desarme de los fuertes. Los buenos oficios de los cónsules intentaban iniciar la paz, pero la tregua no tuvo éxito. El general Baquedano dispuso movilizar las tropas durante la tregua con propósito de presentar batalla, tomando posiciones dejadas por las líneas peruanas en la tregua.
Como parlamentarios de la tregua se encontraban los cónsules extranjeros M. de Vorges de Francia, Spencer Saint John de Gran Bretaña y Jorge de Tezanos Pinto de El Salvador, que llegaron en el tren con bandera blanca a Chorrillos desde Lima. Su interés era salvaguardar las propiedades de la ciudad, entre ellas las propiedades de extranjeros.

## Fuerzas en combate
Las fuerzas chilenas sumaban entre 10 000 y 12 787 efectivos, 80 cañones y 8 ametralladoras, con el apoyo de la artillería naval de los buques Blanco Encalada, Huáscar, O’Higgins y Pilcomayo para el bombardeo de la costa.

De los chilenos se batio sola durante una larga hora la división Lagos menos un batallón, en todo 4487 hombres sin disminuir las bajas sufridas el 13 (200 bajas aprox.*), si agregamos toda la artillería tenemos 5787 hombres. Más tarde entró la reserva que contaría con dos mil hombres; 7787. Y por último la diezmada división Lynch que a lo sumo llevaba 5000; en todo 12 787 hombres.
Boletín de la Guerra del Pacífico

Las fuerzas peruanas contaban entre los reductos 1 y 3 (donde se centró el ataque de la división Lagos y la artillería chilena al inicio de la batalla) con 3800 efectivos, 15 cañones y 8 ametralladoras; entre los reductos 4 y 5 se encontraban 2050 efectivos y 4 cañones, el resto de reductos no tomaron parte de la batalla pues el ejército chileno no atacó en toda la línea quedando sin tomar parte de las acciones aproximadamente 6000 efectivos algo que también reconoce el chileno Manuel José Vicuña, testigo presencial de los hechos. De los aproximadamente 5800 soldados que combatieron en Miraflores, 3000 eran del ejército activo y el resto de la reserva.

## Las situaciones

### La situación chilena

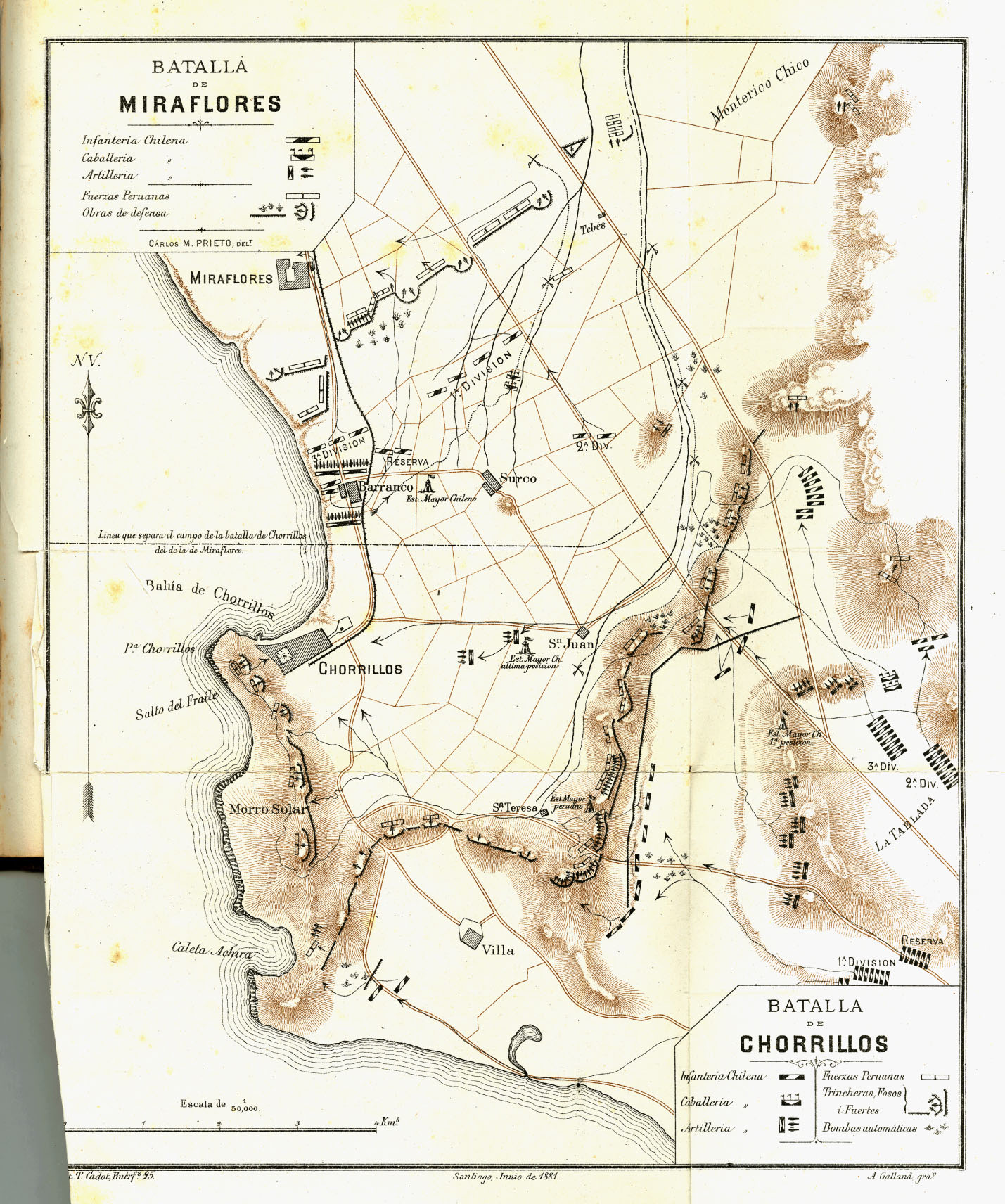
Croquis de las batallas de Chorrillos y Miraflores

Luego de la tregua del día anterior, se dio la orden de descanso y aprovisionamiento de víveres para subsistir en la campaña. Las fuerzas chilenas se encontraban en despliegue y reconocimiento de posiciones según lo había indicado el general Manuel Baquedano. Al igual que en Chorrillos, el ejército chileno estaba organizado en cuatro divisiones, dividiéndose las primeras tres en dos brigadas:
- I División: Capitán de Navío Patricio Lynch.
  - 1.ª Brigada: Coronel Juan Martínez
  - 2.ª Brigada: José Domingo Amunátegui.

- II División: Coronel Emilio Sotomayor
  - 1.ª Brigada: Coronel José Francisco Gana
  - 2.ª Brigada: Coronel Orozimbo Barbosa

- III División: Coronel Pedro Lagos
  - 1.ª Brigada: Coronel Martiniano Urriola
  - 2.ª Brigada: Coronel Francisco Barceló

- Reserva: Coronel Arístides Martínez.

Se corrió en el día la noticia de que el general Baquedano había mandado un parlamentario a Piérola, intimando la rendición de Lima. Cuando todos creíamos que pronto saborearíamos los buenos frutos de la paz, llega el Comandante Bustamante...diciéndoles que íbamos a marchar camino a Lima, donde era preciso pelear hasta vencer o morir. Por eso supimos que la paz solo había sido un sueño...Con el nuevo día vimos que nos habíamos acampado a una cuadra del pueblo de Barrancas. Desde temprano los soldados de todos los cuerpos inundaron el pueblo completamente deshabitado, y lo saquearon...Se anuncio la vuelta del tren que había pasado a Chorrillos. Ignorábamos el resultado de las conferencias habidas con el General en Jefe. Detrás del tren desfiló inmediatamente la artillería y este hecho me hizo  suponer que no habrá paz.
Soldado chileno Justo Abel Rosales. 14 y 15 de enero de 1881.

El mando chileno había determinado que la III División de Pedro Lagos fuera el contingente que acampara más cerca de las líneas peruanas, puesto que ésta había sufrido menos bajas en la batalla de San Juan dos días antes. Las unidades que conformaban esta división - fuera del Regimiento Santiago, el Regimiento Aconcagua y el Batallón Naval habían sido creados recientemente. Las otras unidades, la I División de Lynch y la II División de Sotomayor, formadas por unidades ya veteranas, acamparon en los alrededores de Chorrillos y San Juan, respectivamente.

### La situación peruana
El dictador Nicolás de Piérola fue el responsable de las fuerzas peruanas. Para la defensa de Miraflores, se contaba con los reductos, zanjas cavadas en la tierra de 2,5 m de profundidad y 7 m de ancho, tras las cuales se ubicaban las piezas de artillería y los defensores.
Los soldados peruanos que habían combatido en San Juan y Chorrillos, se replegaron a Miraflores y Surquillo, donde fueron reagrupados.
Los civiles que conformaron la milicia que defendería Miraflores, muchos de ellos colegiales, universitarios y profesionales liberales, se habían preparado todos los días desde las 15:00 horas después del trabajo. Los jefes recibirían grados provisionales de coronel.

#### Reductos de Miraflores
Se implementaron diez reductos, un sistema de parapetos y trincheras que se extendían desde la costa en Miraflores hasta el río Surco separados por 900 metros entre sí, defendiendo una línea de 12 km. Los reductos se organizaron en tres sectores: Andrés Avelino Cáceres en la derecha, Belisario Suárez al centro y Justo Pastor Dávila a la izquierda. La retaguardia peruana se encontraban en el Callao y en Lima. En la batalla sólo entrarían en combate el sector derecho al mando del Coronel Cáceres, y el centro de Belisario Suárez, además, parte de las tropas de la izquierda fueron retiradas de sus líneas para reforzar el sector derecho.
En el Reducto n.º 1, ubicado cerca al malecón, se encontraba el Batallón n.º 2 compuesto por los comerciantes de Lima al mando del coronel Manuel Lecca. Entre los civiles defensores se encontraba Augusto B. Leguía.
A continuación, al mando del mismo Andrés A. Cáceres, se encontraban los soldados que combatieron en San Juan y los batallones de voluntarios Guardia Chalaca al mando del capitán de fragata Carlos Arrieta y Guarnición de Marina al mando del capitán de navío Juan Fanning , provenientes del Callao.
En el Reducto n.º 2, ubicado junto a la línea del ferrocarril entre Lima y Chorrillos, se encontraba el Batallón n.º 4 con 300 hombres al mando del abogado Ramón Ribeyro junto a los magistrados, diputados y abogados de Lima. A continuación, se situaron las tropas reagrupadas por Belisario Suárez después de la batalla de San Juan. Actualmente se ha convertido en el Parque Reducto n.º 2.
En el Reducto n.º 3, antes del fundo La Palma, se encontraba el Batallón n.º 6, al mando del abogado Narciso de la Colina. A continuación, tropas de línea al mando de Justo Pastor Dávila.
En el Reducto n.º 4, en el fundo La Palma, se encontraba el Batallón n.º 8 al mando del jefe del Ministerio de Hacienda, Juan de Dios Rivero, junto a los empleados del estado peruano.
En el Reducto n.º 5, antes de La Calera de la Merced, se encontraba el Batallón n.º 10 al mando del propietario de la hacienda La Calera de la Merced, José M. León. Hoy día se ha reformado para albergar el Parque Reducto n.º 5.
Los Reductos n.º 6 y 7 se ubicaban entre La Calera y la hacienda Vásquez al mando de Juan Martín Echeñique.
Los Reductos n.º 8, 9 y 10 se ubicaban entre la hacienda Vásquez y la zona de Ate. Estos conformaban 12 batallones.

## La batalla
Cerca de las 14:30, encontrándose separados a 400 metros, se inició un fuerte tiroteo entre peruanos y chilenos. La batalla se inició mientras Nicolás de Piérola se encontraba en la casa del alcalde de Miraflores, el destacado banquero Guillermo Schell.
El alcalde Schell, recibió al cónsul de El Salvador y mientras Baquedano se encontraba inspeccionando los movimientos de las tropas chilenas. Los peruanos interpretaron estos movimientos como el inicio de un ataque, lo que desencadenaría la batalla y posteriormente el bombardeo de los buques chilenos sobre la población de Miraflores. Tanto chilenos como peruanos se acusaron mutuamente de haber roto la tregua e iniciado el ataque, el teniente francés E. de León agregado como observador neutral al Estado Mayor chileno da en sus Memorias la siguiente explicación:

Creemos que, como suele ocurrir generalmente en la guerra, la batalla se empeñó de un modo casual. El general Baquedano cometió la ligereza de acercarse a las líneas enemigas; uno de los generales se lo estaba advirtiendo en ese momento. La vista del numeroso grupo de oficiales debió tentar a algunos soldados (peruanos) o quién sabe si éstos pensaron que aquello era un ataque...
Teniente E. de León, agregado al Estado Mayor chileno

### Enfrentamientos en los reductos de Miraflores

#### Inicio de la batalla

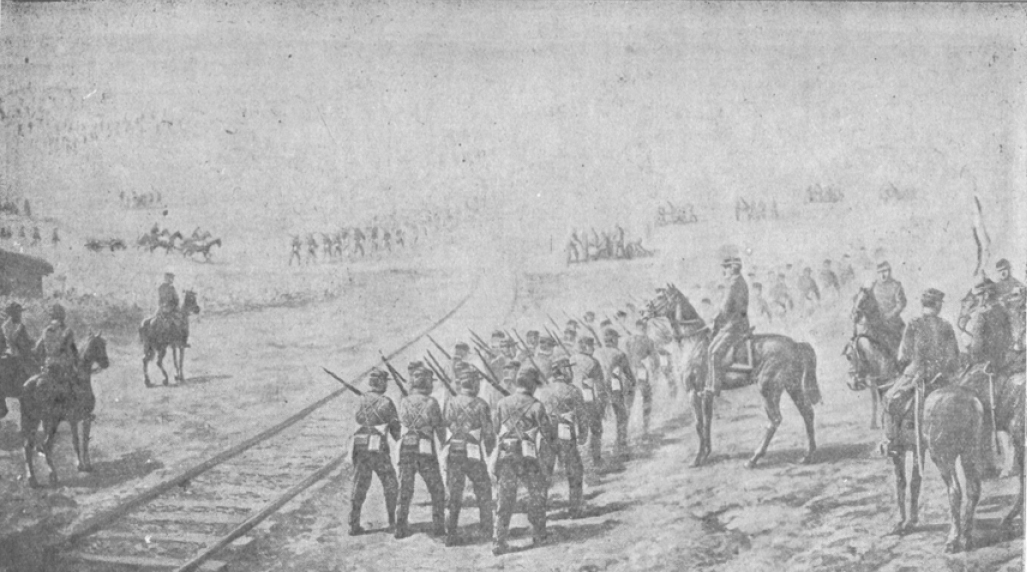
Soldados chilenos al comienzo de la batalla. Pueden verse los rieles del antiguo ferrocarril de Lima a Chorrillos los cuales siguieron los chilenos para llegar a Lima

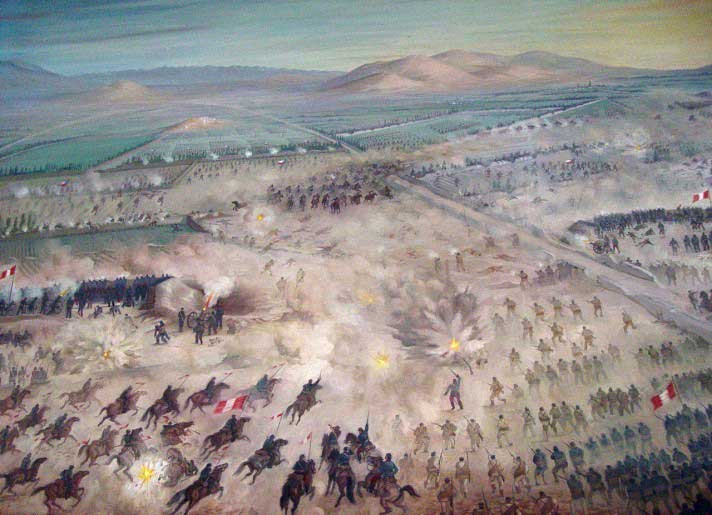
Carga de Cáceres.

La batalla tomó por sorpresa a ambos bandos. La III División del coronel Pedro Lagos era la unidad chilena más cercana a la línea de batalla, que disponía alrededor de 4400 hombres. Al momento de iniciarse la batalla, la división de Lagos se encontraba separada del resto del ejército, ya que la I División de Patricio Lynch se encontraba en Barranco, la brigada de Gana en Chorrillos y la de Barbosa con la artillería de montaña de la I División y la caballería en San Juan.
La batalla se inicia en los reductos 1, 2 y 3; que forman parte del sector derecho defendido por el coronel Cáceres con 3800 soldados bajo su mando, quien lanzó los batallones Guarnición de Marina y Jauja contra la brigada dirigida por el coronel Francisco Barceló. Mientras, el Coronel Martiniano Urriola desplegaba su unidad en desorden a la derecha de las tropas de Barceló, a causa del inicio imprevisto del combate.
En una segunda carga, Cáceres dispuso la participación de los batallones Concepción, Libertad y Paucarpata, y parte de las tropas de Belisario Suárez, obligando a Lagos a retroceder. Juzgando inminente la retirada de la III División, Velásquez ordenó retirar a la artillería a unos 1500 metros para protegerlos.

La situación es bastante grave para que el comandante de la artillería, inquietándose por los numerosos vacíos que notaba en sus filas y testigo de las vacilaciones de su infantería tema por sus piezas y ordene transportarlas a 1500 metros a retaguardia, preparándose así para proteger una retirada que le parece inminente... Aquel día, los regimientos estuvieron muy lejos de presentar la misma cohesión que el día 13... El llano estaba lleno de soldados sueltos que  se reunían, pero sin apresurarse, a sus cuerpos que se estaban batiendo... La vista de algunos soldados ebrios, armados y a veces imprudentes nos obligaron a apresurar nuestras cabalgaduras, para acercarnos al lugar de la pelea. Al desmembramiento de las tropas se debe el gran número de bajas entre los oficiales, pues tenían estos que ponerse al frente para arrastrar a los soldados...
Teniente E. de León, agregado al Estado Mayor chileno

Los batallones Melipilla y Artillería de Marina se extraviaron en el repliegue. La brigada de Barbosa realiza una larga caminata oblicua hasta llegar a Valverde y Monterrico Chico. Muchos soldados chilenos estaban dispersos, otros en la bodegas y los oficiales los reunían a pesar de ser de distintas compañías.

Figúrese amigo Ibañez, lo que habría pasado si, mientras el coronel Lagos estaba apurado por la izquierda en medio de la confusión y el desorden producidos por la sorpresa hubieran aparecido esos once batallones(de la izquierda peruana*) por retaguardia envolviendo en su círculo al general en jefe con todo su Estado Mayor; a doscientos oficiales que cruzaban en todas direcciones buscando sus cuerpos, comunicando órdenes y recogiendo dispersos... en fin, a más de mil quinientos soldados, sin armas, con todas las trazas de la borrachera de Chorrillos y que envueltos con una multitud de paisanos y mujeres vagaban por potreros, callejones y caminos, aumentando el laberinto y fomentando el desaliento con relaciones falsas para disculpar su ausencia de las filas, ayudados todavía por las alharacas de las mujeres que recibían a los heridos salidos de la línea con mil aspavientos de alarma, miedo y terror... La avería estaba pintada, la derrota en la atmósfera y en la imaginación de todos, el recuerdo del desastre de Tarapacá.
Carta Política de Manuel José Vicuña

#### Desarrollo de la batalla

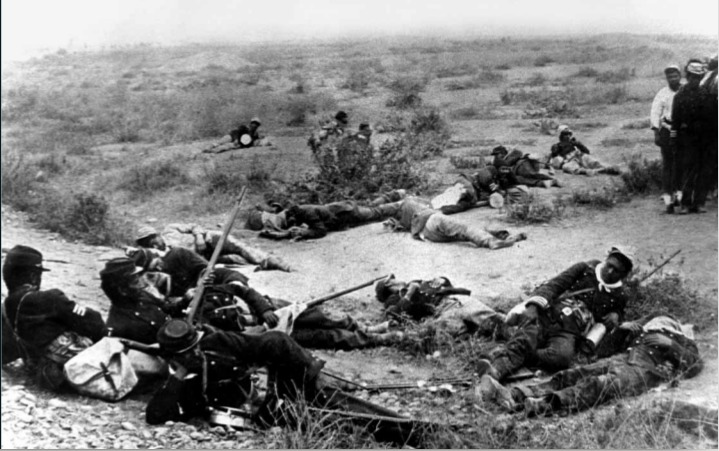
Soldados chilenos heridos durante la batalla.

A las 15:00, Lagos recibió el refuerzo de los regimientos Valparaíso y Zapadores. Viendo su difícil situación, ordenó a la brigada de Barceló, compuesta por los regimientos Santiago, Caupolicán, Concepción y Valdivia, a cruzar el cauce seco del río Surco. El ataque se desarrolló con los batallones del Santiago atacando por los flancos, mientras que ocho compañías de las restantes unidades cargaron de frente. Las tropas lograron cruzar el río, y con el apoyo de la artillería situada en la retaguardia, comenzaron a diezmar a los defensores del Reducto n.º 1.
La posición fue tomada cuando sus defensores quedaron sin refuerzos ni municiones. Así, Cáceres se replegó al Reducto n.º 2. Entretanto, la división de Lynch comenzó a llegar al frente a reforzar la brigada de Urriola. Entraron sucesivamente en combate los regimientos 2° de Línea, 4° de Línea, Atacama, Talca, Chacabuco  y Coquimbo sumando unos 4500 soldados.

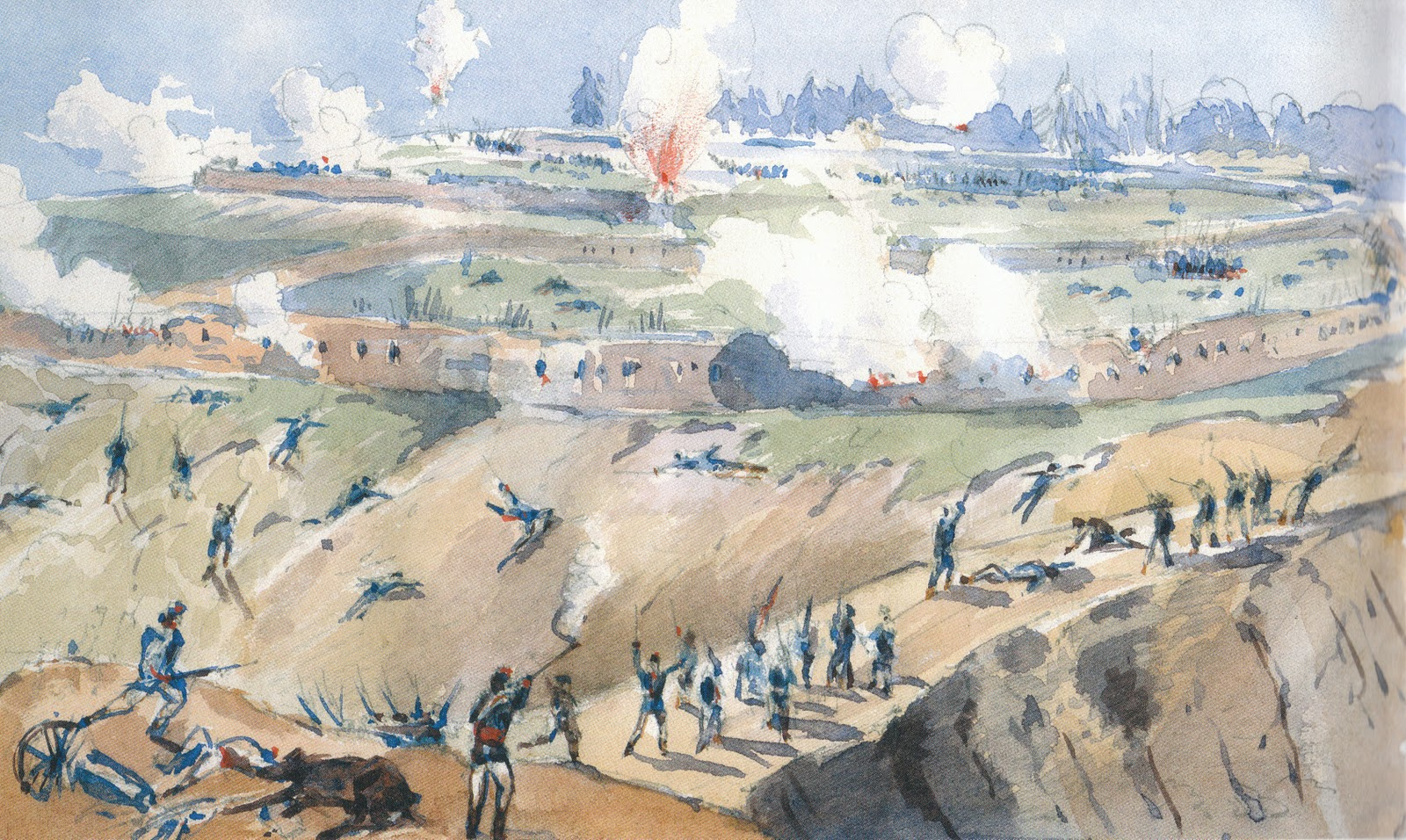
Acuarela de 1881 de Rudolph de Lisle: El asalto del Reducto n.º 2 de Miraflores, 2da línea de defensa, reductos protegidos por muros de adobe con troneras, defendidos por fusileros. Los chilenos perdieron cerca de 3,000 hombres entre muertos y heridos en el ataque.

Entre las 16:00 y 17:00 Cáceres esperaba refuerzos en el ala derecha peruana, pero a las 17:15, Piérola disolvió el ejército y huyó del campo de batalla con su guardia personal. Entretanto, una bala atravesó el cuello del coronel Barceló, siendo reemplazado por el teniente coronel Demófilo Fuenzalida, comandante del Regimiento Santiago como jefe de la 2.ª Brigada.
En un segundo avance, la brigada de Barceló apoyada con tropas del 3º de Línea rompió el flanco derecho de Cáceres flanqueando su posición. con dirección a Miraflores, tomando los reductos n.º 2 y n.º 3.
La resistencia en los reductos 1, 2 y 3 se debilitaba paulatinamente, mientras en los reductos 4 y 5 continuaban los enfrentamientos. En este lugar cayeron el Comandante Juan Martínez, Jefe de la 1.ª Brigada de la I División; el jefe de Estado Mayor del ejército peruano, general Pedro Silva Gil; y es herido el comandante del I Sector, coronel Andrés Cáceres. Con la llegada de los regimientos "Buin" 1.º de Línea y Chillán, las fuerzas peruanas del Reducto n.º 5 se repliegan.
A las 18:30, Fuenzalida arribó a la estación de Miraflores con el Santiago, deteniendo un tren artillado que se dirigía al lugar. Grupos de soldados chilenos llegaron hasta las baterías de La Merced, las que fueron dinamitadas por sus propios defensores. Más tarde cesan sus fuegos las baterías ubicadas en los cerros San Cristóbal y San Bartolomé.

### Final de la batalla
Producida la derrota en los reductos de Miraflores, cuando ya caía la noche al promediar las 19:00 horas, los peruanos se hicieron fuertes en las casas del pueblo combatiendo al paso de la tropa chilena. Era común observar, en las puertas de las casas, barricadas improvisadas con talegones como suele ser habitual. El lugar estaba minado, lo que causó más bajas en las tropas chilenas. Miraflores, al igual que Chorrillos, también fue incendiado y saqueado por la tropa chilena, así como fue bombardeado por la armada chilena para facilitar su ocupación y desalojar a los defensores parapetados en el pueblo. Los heridos fueron repasados y otros prisioneros fusilados. Los comandantes chilenos ordenaron prender fuego a los depósitos de alcohol para evitar mayores desmanes de la tropa, pero en el caos general, aquella orden no fue cumplida totalmente.

Pasamos varios fuertes, en los cuales sólo quedaba el repaso de los soldados. Al cholo que encontrábamos vivo lo mataban sin pérdida de tiempo... Por las partes donde yo pasé, encontré pocos cholos muertos, mezclados con italianos. Nuestros soldados le daban balazos y bayonetazos y después los registraban... El pueblo de Miraflores también fue saqueado, como Chorrillos y Barrancas... Como a las 8am, o menos, había llegado de Lima una locomotora con dos banderas blancas... Gran curiosidad había por conocer el resultado de esta nueva comisión. El pensamiento dominante era entrar a Lima por medio de las armas y no por la paz.
soldado chileno Justo Abel Rosales. 15 y 16 de enero de 1881.

Las naves peruanas del Callao fueron hundidas por los propios peruanos, por orden del gobernador Germán Astete, entre ellas la corbeta "Unión" y el monitor "Atahualpa", que habían venido a defender el puerto. Debido a la huida de Piérola a la sierra, se dejó para contrarrestar al alcalde municipal.
En la defensa de Miraflores junto a los peruanos murieron un gran número de italianos. La embajada italiana, así como las demás extranjeras, se manifestaron como neutrales en la guerra. Los que defendían la ciudad junto a los peruanos lo hacían sin apoyo del Reino de Italia. La colonia italiana en Lima y Callao colaboró con la colecta nacional para la guerra. Los italianos dirigían las minas que estallarían en Miraflores sorprendiendo el paso de la tropa de Chile en la ocupación.

Hubiérase creído, en vista del considerable y variado número de banderas que ondeaban los techos, miradores, balcones, puertas y ventanas, que Lima engalanada se preparaba como en los días de sus frecuentes festivales a entregarse gozosa y aturdida a los placeres que la han enervado. Todas las banderas del mundo comercial flotaban en la capital peruana, menos la de Chile, Bolivia y el Perú... En los hospitales de sangre ondeaba la bandera de la Cruz Roja, y en los de caridad, casas de asilo, orfelinatos y demás establecimientos de beneficencia desplegábanse al viento grandes banderas blancas con una imagen de la Inmaculada Concepción.
relato del ciudadano colombiano Vicente Holguín.

Dos días después, ocurriría la ocupación de Lima.

## Números
El historiador peruano Jorge Basadre indica que en la defensa de Miraflores participaron 2500 hombres del ejército de reserva y 3000 soldados del ejército activo, sumando 5500 defensores desde el Reducto 1 al 4. Los batallones de los reductos ubicados en Surco y Ate fueron disueltos por órdenes de Piérola y no participaron en la batalla. En el ataque chileno Lagos empleó 8000 soldados con el apoyo de la artillería de las naves Blanco Encalada, Cochrane y Huáscar. Las bajas peruanas fueron 3000 y las chilenas 2124 hombres.
El historiador chileno Gonzalo Bulnes indica asimismo, que en la línea defensiva desde Miraflores en dirección a Surco y finalizando en Ate se encontraban 11 000 peruanos, compuestos por 1000 hombres de dos batallones de la guarnición del Callao, 6000 soldados retirados de la línea de San Juan y 4000 hombres del ejército de reserva.